# Thomas Herbert, 8. Earl of Pembroke

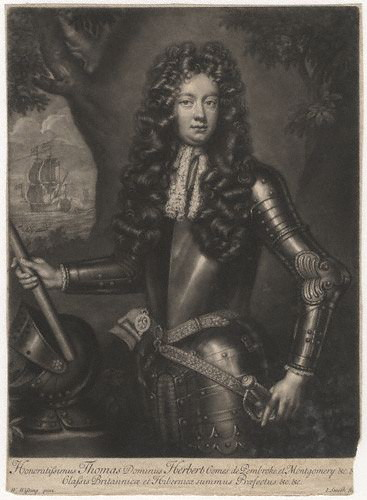
Thomas Herbert, 8. Earl of Pembroke

Thomas Herbert, 8. Earl of Pembroke, 5. Earl of Montgomery, KG, PC, FRS (* um 1656; † 22. Januar 1733) war ein britischer Peer und Politiker in der Regierungszeit von Wilhelm III. und Anne.

## Leben
Er war der Sohn von Philip Herbert, 5. Earl of Pembroke, und seiner Frau Catharine Villiers. 
Er war von 1679 bis 1681 als Abgeordneter für Wilton Mitglied des englischen House of Commons. Nachdem seine älteren Brüder William Herbert, 6. Earl of Pembroke (1642–1674) und Philip Herbert, 7. Earl of Pembroke (um 1652–1683)  ohne männliche Abkömmlinge gestorben waren, erbte er die väterlichen Adelstitel als 8. Earl of Pembroke, 5. Earl of Montgomery, nebst nachgeordneten Titeln und wurde dadurch Mitglied des House of Lords. 1690 wurde er Erster Lord der Admiralität, 1692 Lord Privy Seal. Er war zweimal Lord High Admiral, außerdem 1699 Lord President of the Council und Lord Lieutenant of Ireland sowie einer der Lords Justices. 1689/90 war er Präsident der Royal Society. Im November 1711 wurde er auswärtiges Mitglied der Académie royale des sciences in Paris.
John Locke widmete ihm 1690 sein bedeutendes Werk: Eine Abhandlung über den menschlichen Verstand.

## Ehen und Nachkommen
Am 26. Juli 1684 heiratete er in erster Ehe Margaret Sawyer († 1706), die einzige Tochter des Attorney General Sir Robert Sawyer, Gutsherr von Highclere. Mit ihr hatte er sieben Söhne und fünf Töchter:
- Henry Herbert, 9. Earl of Pembroke (1693–1750), Lieutenant-General der British Army, ⚭ 1733 Mary FitzWilliam;
- Hon. Robert Sawyer Herbert († 1769), MP, Gutsherr von Highclere;
- Hon. Charles Herbert;
- Hon. Thomas Herbert (um 1695–1739);
- Hon. William Herbert (um 1696–1757), Major-General der British Army, ⚭ vor 1741 Catherine Elizabeth Tewes;
- Hon. Nicholas Herbert († 1775), MP, Gutsherr von Great Glemham, Suffolk, ⚭ 1734 Anne North;
- Lady Catherine Herbert († 1716), ⚭ Sir Nicholas Morice, 2. Baronet;
- Lady Margaret Herbert († 1752);
- Lady Elizabeth Herbert;
- Lady Anne Herbert;
- Lady Rebecca Herbert († 1758), ⚭ 1732 William Nevill, 16. Baron Bergavenny.

Nach dem Tod seiner ersten Gattin heiratete er am 21. September 1708 Barbara Slingsby (um 1668–1721), Tochter des Sir Thomas Slingsby, 2. Baronet, Witwe des Sir Richard Mauleverer, 4. Baronet († vor 1693), und des John Arundell, 2. Baron Arundell of Trerice († 1697). Mit ihr hatte er eine Tochter:
- Lady Barbara Herbert († 1756), ⚭ 1730 Dudley North.

Am 14. Juni 1725 heiratete er in dritter Ehe Hon. Mary Howe, Tochter des Scrope Howe, 1. Viscount Howe. Die Ehe blieb kinderlos.